# Windows Neptune
Windows Neptune – eksperymentalna wersja Microsoft Windows, która była tworzona od 1999 do 2000 i miała być wersją dla użytkowników domowych, łatwiejszą w obsłudze niż Windows 2000. System operacyjny nigdy nie pojawił się w sprzedaży. W 2000 roku po opublikowaniu Windows 2000 grupa tworząca Neptune'a została połączona z grupą tworzącą Windows 2000 i Windows Odyssey. Wynikiem fuzji jest system Whistler, czyli Windows XP.